# Ocean Drilling Program
Het Ocean Drilling Program (ODP) was een internationaal samenwerkingsverband om de samenstelling en structuur van de oceaanbodem wereldwijd te ontdekken en bestuderen van 1985 tot 2003. Het was de opvolger van het zeer succesvolle door de Verenigde Staten gestarte Deep Sea Drilling Program dat van 1968 tot 1983 liep.

## Verloop

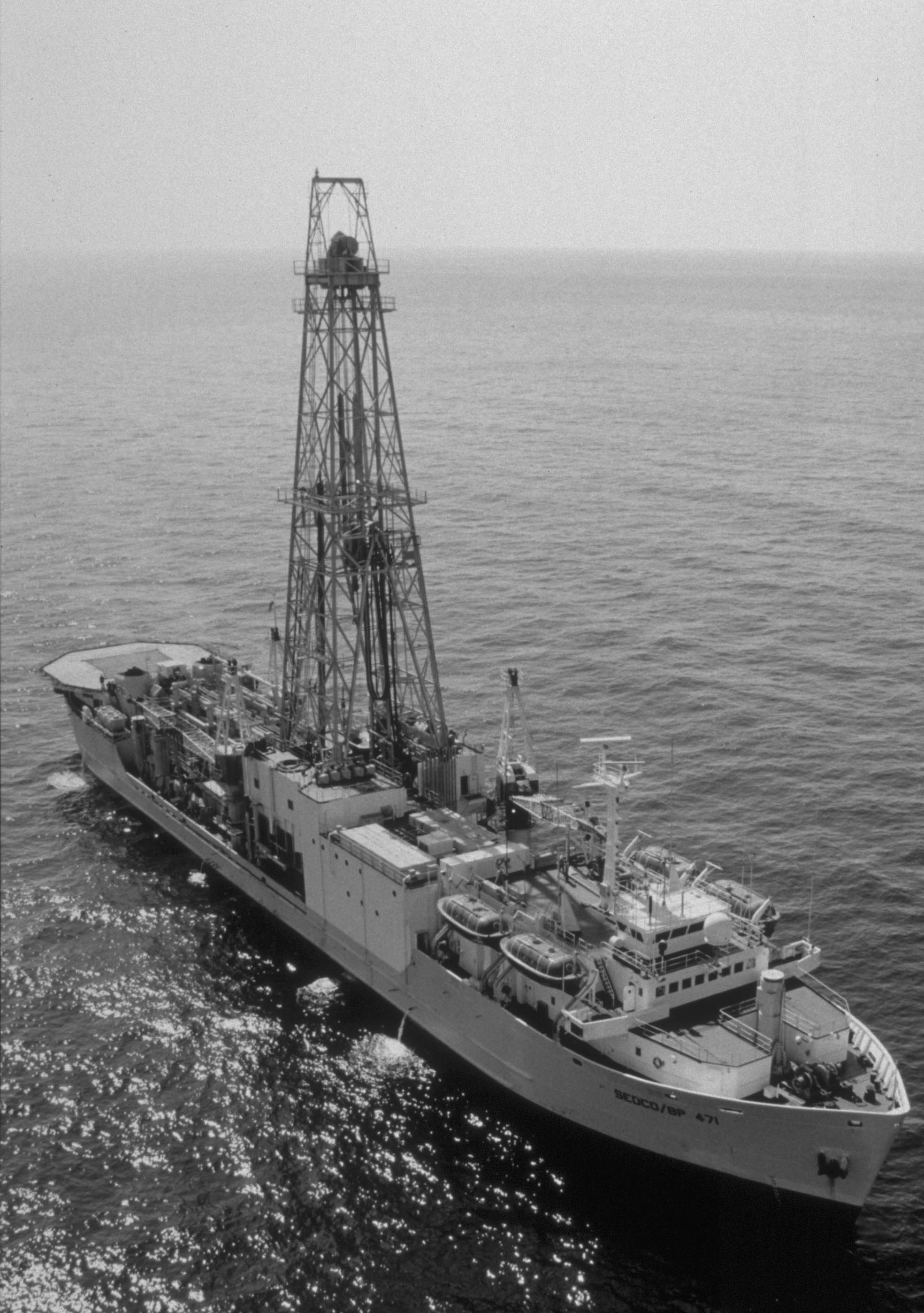
Joides Resolution

De Glomar Challenger die gebruikt werd tijdens het DSDP, werd in 1983 uit de vaart genomen. Met financiering van de National Science Foundation (NSF) liet Joint Oceanographic Institutions for Deep Earth Sampling (JOIDES) in Pascagoula, Mississippi in de herfst van 1984 het in 1978 in Halifax, Nova Scotia voor de olie-industrie gebouwd boorschip Sedco/BP 471 ombouwen. Het werd JOIDES Resolution genoemd.
Het was uitgerust met Dynamic Positioning om op positie te blijven en tot ruim 2000 meter boren in een waterdiepte van 6000 meter.
Aan ODP werkten behalve de Amerikaanse instituten verenigd in JOIDES (later JOI - Joint Oceanographic Institutions ) Australië, Duitsland, Frankrijk, Japan, het Verenigd Koninkrijk en het ESF Consortium for Ocean Drilling (ECOD) met daarin nog 12 landen, waaronder België en Nederland. In 1983 was op initiatief van Nederland een consortium opgericht van kleinere Europese landen, ECOD, onder auspiciën van de European Science Foundation (ESF), opgericht. Als consortium hadden zij tot het einde van ODP in 2003 een full member status vergelijkbaar met Duitsland, Frankrijk en het VK. Het secretariaat van het ECOD Science Committee for ODP (ESCO) ondergebracht bij de Vrije Universiteit.
Met het boorschip JOIDES Resolution werd tijdens 110 reizen (legs) op 669 plaatsen geboord. Er werden uit 1797 boorgaten 35.772 bodemmonsters verzameld. Het leidde tot nieuwe vragen en hypotheses en zelfs nieuwe disciplines in de aardwetenschapen, zoals paleoceanografie.
Aan het einde van het project deden meer dan 20 landen mee. In 2004 werd ODP opgevolgd door het Integrated Ocean Drilling Program (IODP).